# Forgács Lajos
Forgács Lajos (Jászapáti, 1948. február 19. –) labdarúgó, hátvéd.

## Pályafutása
1975 és 1980 között a SZEOL AK labdarúgója volt. Az élvonalban 1975. szeptember 6-án mutatkozott be a Tatabányai Bányász ellen, ahol csapata 2–1-es győzelmet aratott. Egyik emlékezetes mérkőzése volt 1977. december 17-én a későbbi bajnok Újpesti Dózsa ellen, amikor két góljával járult hozzá a 6–2-es győzelemhez. Az élvonalban 85 mérkőzésen szerepelt és kilenc gólt szerzett.